# The Revelers

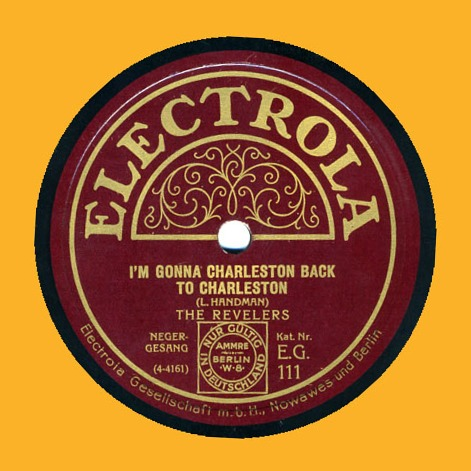
The Revelers – I’m Gonna Charleston Back to Charleston, erschienen auch in Deutschland

The Revelers (dt. „die Nachtschwärmer“) war ein in den späten 1920er und frühen 1930er Jahren sehr berühmtes amerikanisches Vokal-Quartett. Sie gelten als Vorbild für die deutschen Comedian Harmonists.
The Revelers entwickelten sich aus der Gruppe The Shannon Four mit den Mitgliedern Charles Hart (Tenor), Harry Hindermyer (Tenor), Elliot Shaw (Bariton) und Wilfried Glenn (Bass). Seit 1917 machte diese Gruppe für Victor Schallplattenaufnahmen. Nach personeller Umbesetzung nannten sie sich Shannon Quartett (Lewis James (Tenor), Franklin Baur (Tenor), Elliot Shaw (Bariton), Wilfried Glenn (Bass)). Durch Klavierbegleitung und Arrangements von Ed Smalle, der teilweise als Tenorbuffo auch noch mitsang, entstanden The Revelers (Victor bzw. HMV und Electrola). Schallplattenaufnahmen wurden nicht nur bei Victor, sondern auch bei Columbia und Brunswick Records gemacht. Auf Columbia nannte sich die Gruppe The Singing Sophomores und auf Brunswick The Merrymakers. Der erste große Erfolg war bereits die zweite Platte, Dinah / I’m Gonna Charleston Back to Charleston, die im Januar 1926 in den USA veröffentlicht wurde. Da das Victor-Label einen Lizenzvertrag mit der gerade in Deutschland gegründeten Plattenfirma Electrola besaß, wurden die Aufnahmen auch in Deutschland veröffentlicht. Bemerkenswert bei dem deutschen Electrola-Label ist, dass der Name auch Revellers geschrieben wurde und dass der Untertitel „Negergesang“ aufgedruckt wurde, obwohl die Revelers Weiße waren. Die Revelers profitierten von dem Verkauf ihrer Schallplatten. Insgesamt wurden von 1925 bis 1931 etwa 150 verschiedene Titel für den Handel produziert. Zeitweise wechselte auch die Besetzung der Gruppe. So wurde Ed Small vom Pianisten Frank Black vertreten und Charles Harrison, James Melton sowie Frank Luther ersetzen zeitweise den Tenor Franklin Baur.
1928 traten die Revelers erstmals in Europa auf. Konzerten in Frankreich, Holland, der Schweiz und Deutschland folgten am 21. und 22. August 1928 Auftritte im Mittleren bzw. Großen Konzerthaussaal, Wien; eine Soiree in der Villa Castiglioni am Grundlsee beschloss nächsten Tages die Überseetournee.

## Bekannte Lieder (Auswahl)
- I’m Gonna Charleston Back to Charleston (13. Januar 1926)
- Dinah (4. September 1925 und 13. Januar 1926)
- Who? aus dem Musical Sunny, als The Singing Sophomores auf Columbia (27. Januar 1926)
- Valencia (2. Juni 1926)
- The Blue Room (8. Juni 1926)
- Birth of the Blues (14. Juli 1926)
- Baby Face als The Merrymakers auf Brunswick (23. Juli 1926)
- Ol’ Man River aus dem Musical Show Boat (11. Januar 1928)
- When Yuba played the Rumba on the Tuba (24. Juli 1931)